# Tobias Strobl
Tobias Strobl, né le 12 mai 1990 à Munich en Allemagne, est un footballeur allemand qui joue au poste de milieu défensif.

## Biographie

### TSG Hoffenheim
Né à Munich en Allemagne, Tobias Strobl est formé par l'un des clubs de sa ville natale, le TSV Munich 1860. Bien qu'il évolue dans les différentes équipes de jeunes jusqu'en équipe réserve, il ne fait aucune apparition avec l'équipe première, et rejoint le TSG Hoffenheim en 2011. Dans un premier temps, il est intégré à l'équipe réserve. C'est le 8 février 2012 qu'il réalise sa première apparition avec l'équipe première, lors d'un match de Coupe d'Allemagne face au Greuther Fürth. Il est titularisé ce jour-là, et son équipe s'incline par un but à zéro. Trois jours plus tard, il fait ses premiers pas en Bundesliga, alors que son équipe se déplace sur la pelouse du Werder Brême. Il entre en jeu à la place de Sebastian Rudy en fin de match, et les deux équipes se séparent sur un score nul (1-1).

### Prêt à Cologne
Tobias Strobl est prêté au FC Cologne, alors en deuxième division allemande, pour la saison 2012-2013. Il y joue en tout 24 matchs et marque un but, toute compétitions confondues.

### Retour à Hoffenheim
De retour au TSG Hoffenheim après son passage d'une saison au FC Cologne, Tobias Strobl s'impose comme un membre à part entière de l'équipe durant la saison 2013-2014, et obtient un rôle de titulaire durant la saison 2014-2015.

### Borussia Mönchengladbach
Après trois saisons convaincantes dans l'élite du football allemand du côté du TSG Hoffenheim, Tobias Strobl s'engage librement avec le Borussia Mönchengladbach. Strobl étant en fin de contrat au mois de juin 2016, il est libre de s'engager avec le club de son choix et le transfert est annoncé le 23 mars 2016. Il rejoint donc le Borussia au mois de juillet pour commencer la saison 2016-2017. Pour son premier match sous ses nouvelles couleurs, il découvre la Ligue des champions le 16 août 2016, lors d'une rencontre de qualification face au Young Boys de Berne, que son équipe remporte sur le score de trois buts à un. Il est titulaire lors de la première journée de championnat face au Bayer Leverkusen, le 27 août 2016, où son équipe s'impose sur le score de deux buts à un.

### FC Augsbourg
En juin 2020 est annoncé l'arrivée de Tobias Strobl au FC Augsbourg. Il arrive librement du Borussia Mönchengladbach où il était en fin de contrat,.